# O Tannenbaum

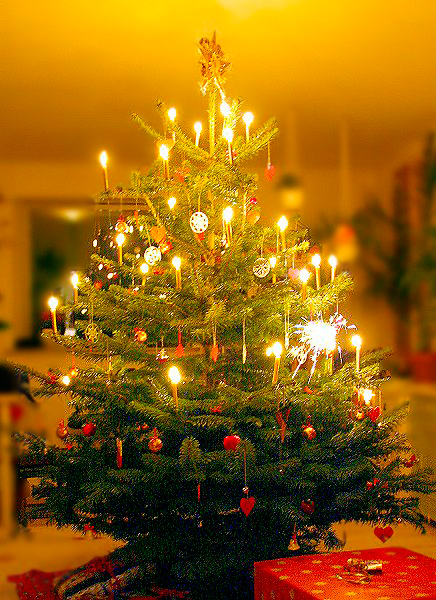
Som "O Tannenbaum" på tyska handlar sången egentligen om granar, men förknippas ofta med jul, och på engelska sjunger man till och med O Christmas Tree.

O Tannenbaum (tyska: "gran") är en tysk sång från 1500-talet. Numera är sången mest känd som julsång. Flera varianter av sången finns på tyska.
Sången har även fått text på engelska, där den heter O Christmas Tree. På franska finns texten Mon Beau Sapin.
På svenska finns texten Du kära gran.

## Andra användningar
- Popsångaren Jack Jones – "Gift of Love", inspelad 1962 på albumet, Gift of Love.
- Knights of Columbus – Tillsammans med bön sjungs den för att påbörja ett möte [1]
- Brittiska arbetarepartiet – "The Red Flag"
- Cornell University – "Evening Song"
- Nankaiuniversitetet (Tianjin, Folkrepubliken Kina) – universitetssång
- Maryland – "Maryland, My Maryland" – officiell delstatssång
- Iowa – "The Song of Iowa" – officiell delstatssång [2]
- Florida – "Florida, My Florida" – tidigare delstatssång[3]
- College of the Holy Cross – "O Holy Cross" – officiell skolsång [4][5]
- Melodin används till sång nr 402 i Frälsningsarméns sångbok med text av Arthur Playle: Guds kärleksflod så full av frid, den väller fram, den väller fram.
- En annan text på svenska, En busschaufför eller Vår busschaufför, har också blivit vanlig, och sjungs ofta av svenska skolbarn under bussresor.[6]
- En snapsvisa på denna melodi har texten Nu tar vi den, nu tar vi den, nu tar vi den, nu tar vi den… etc, samma fyra ord upprepas ända tills melodin är slut.

## Publikation
- Julens önskesångbok, som "Du kära gran", 1997, under rubriken "Traditionella julsånger", på svenska och tyska, angiven som "Tysk folkmelodi".